# Rzeźba św. Brandana (Plévin)
Rzeźba św. Brandana (statue Saint Brandan) – rzeźba stworzona w XVI wieku przez nieznanego autora. Od 1982 roku posiada status zabytku, w kategorii Patrimoine mobilier (PM22003220).

## Lokalizacja
Rzeźba św. Brandana znajduje się w kościele Notre-Dame w Plévin, w departamencie Côtes-d’Armor, w regionie Bretania.

## Opis
Rzeźba jest wykonana z polichromowanego drewna.
Figura ma 120 cm wysokości.